# آراتا کوداما
آراتا کوداما (انگلیسی: Arata Kodama؛ زادهٔ ۸ اکتبر ۱۹۸۲) بازیکن فوتبال اهل ژاپن است.
از باشگاه‌هایی که در آن بازی کرده‌است می‌توان به باشگاه فوتبال سرزو اوساکا، باشگاه فوتبال گامبا اوساکا و باشگاه فوتبال شیمیزو اس-پالس اشاره کرد.